# Volánbusz
A Volánbusz közel 100 éves múlttal rendelkező személyszállító társaság volt, ami budapesti székhellyel cég országos tevékenységet folytatott.
A – kezdetben Autóközlekedési Vállalatok, majd azok utódjainak számító – Volánok megjelenésétől kezdve a Volánbusz volt a leghosszabb ideig fennmaradt Volán-társaság: 2014-ben a többi Volánnal ellentétben nem érintette a regionális közlekedési központba történő egyesülés, és 2019-ben a közlekedési központokat végül a Volánbuszba olvasztották be. 2020-től a MÁV Zrt. lett az autóbuszos személyszállító cég tulajdonosi joggyakorlója,, majd 2021-től a tulajdonosa. 2023-ban a MÁV-START Zrt. vasúti személyszállító cég egységes irányítás alá került, 2024 végéig teljesen egyesült azzal. Az egyesülést követően a MÁV Személyszállítási Zrt. végzi az elődök tevékenységét, az autóbuszok pedig a továbbiakban a MÁV-csoport VOLÁN márkanevét viselve közlekednek.

## Története

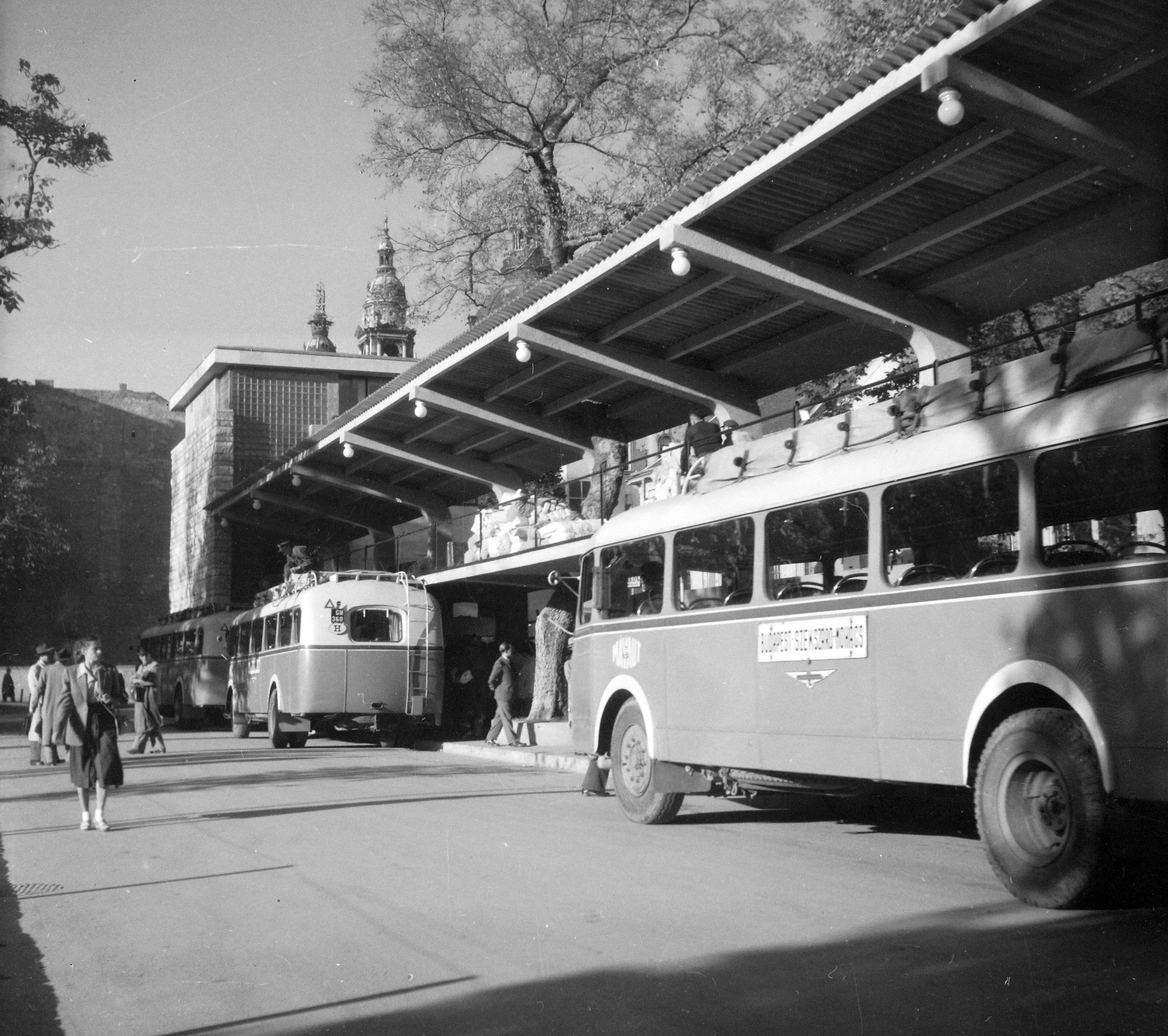
MÁVAUT autóbuszok az Erzsébet téren

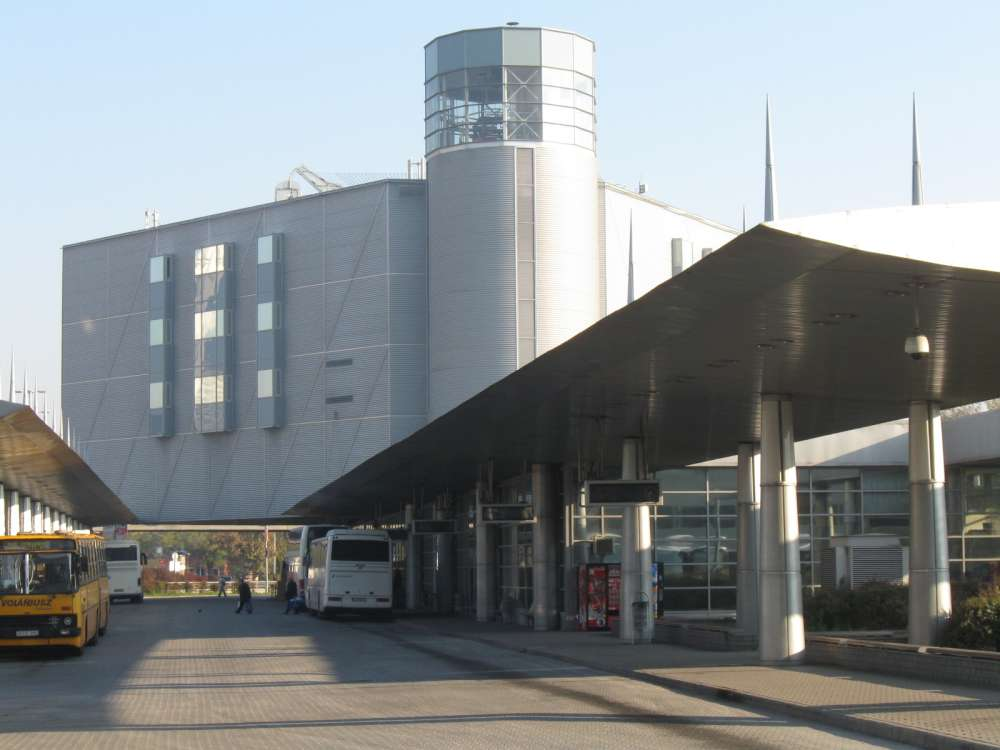
A budapesti Népliget autóbusz-pályaudvar

A Volánbusz múltja 1927-ig nyúlik vissza, igaz helyi viszonylaton már 1903, távolságin pedig 1910 óta közlekednek autóbuszjáratok hazánkban. A kezdet kezdetén a Magyar Királyi Posta kapott miniszteri megbízást, hogy szervezze meg a távolsági személyszállítást. Az első, országos hálózattal rendelkező, személyszállítással és árufuvarozással foglalkozó céget – a Volánbusz jogelődjét – 1927. január 8-án végül a MÁV hozta létre Magyar Vasutak Autóközlekedési Részvénytársaság (MAVART) néven. A MAVART elsősorban a vasúti hálózathoz kapcsolódott; 1934-ben átvette a posta 43 autóbuszát, és ezzel egy csapásra a legnagyobb közúti közlekedési vállalattá vált. A cég 1935-ben a Magyar Államvasutak Közúti Gépkocsi Üzemévé (MÁVAUT) alakult, ekkor már 224 útvonalon közlekedtetett buszokat. A második világháborúban az autóbuszok a frontokat szolgálták, így az autóbuszos közlekedés ez idő alatt szünetelt az országban. A háború alatt a járműállomány nagy része tönkrement, vagy pedig kikerült az országból. A háborús összeomlás után a MÁVAUT – komoly erőforrások bevonásával – talpra állt, sőt időlegesen erősödött is, 1949-ben például több, személyszállítással foglalkozó magánbuszvállalatot is átvett.
1948-ban megkezdték a közúti autóbusz-közlekedés teljes átalakítását, így jött létre 1949. április 1-jén a MÁVAUT Autóközlekedési Nemzeti Vállalat és a Teherfuvarozási Nemzeti Vállalat (TEFU NV). Később, 1953. augusztus 7-én a MÁVAUT-ot és a TEFU NV-t 80, személy- és teherszállítással foglalkozó Autóközlekedési Vállalatokra (AKÖV) osztották, amiket 9 Autóközlekedési Igazgatóság (AKIG) irányított. 1961-ben a Közlekedés- és Postaügyi Minisztérium megalapította a Autóközlekedési Vezérigazgatóságot (AVIG), ennek vezetésével pedig 1961. október 1-jén „egy megye-egy vállalat” alapon a korábbi 80 AKÖV helyén 18 megyei Autóközlekedési Vállalat jött létre. Budapesten és Pest megyében vegyes profilú AKÖV helyett egy teherfuvarozással foglalkozó TEFU és egy személyszállítással foglalkozó MÁVAUT jött létre. Az Autóközlekedési Tröszt (AKÖTRÖSZT) megkezdődött a közúti közlekedés fejlesztése, illetve az alacsony forgalmú vasúti mellékvonalak feladatainak átvétele.
A Tröszt pályázatot írt ki közös névre és emblémára. A 22 pályázatból végül a VOLÁN név és a „VOLÁN csiga” volt a nyertes, és 1970-ben létrehozták a VOLÁN TRÖSZT-öt, valamint az 1-től 24-ig számozott Volán vállalatokat. A minisztertanács 1983-as rendeletével 1984. január 1-jétől létrejöttek a gazdaságilag teljesen önálló Volán vállalatok, melyek 1985-ben működési körükre és területükre utalva új neveket vettek fel. Ettől az időponttól kezdve viselte a Pest megye autóbusz közlekedését működtető 20-as számú Volán Vállalat a Volánbusz nevet. A minisztertanács intézkedése az 1953 óta tartó decentralizálási folyamat második legfontosabb állomása volt az AKÖV-ök létrehozása után. Mindez teljesen leépítette az egységes országos rendszert, sőt 1990 után bizonyos megyékben még tovább is „aprózódott” a helyközi buszszolgáltatás. (Egy extrém példa: a Kádár-rendszer végén egész Veszprém megyét lefedő Balaton Volán helyén a rendszerváltás után kilenc utódvállalat jött létre; amikor a tendencia megfordult és újraindult az egységesülés, a széttagoltság miatt itt nehézkesebb volt a folyamat, mint más térségekben. Első körben az Ajkai, a Sümegi és a Tapolcai Volánból megalakult a Somló Volán, a Dudari, a Pápai és a Várpalotai Volánból a Bakony Volán, a Balaton és a Balatonfüredi Volán pedig Balaton Volán néven egyesült. A közúti áruszállítással foglalkozó Halimbai Volán önálló maradt.)
A Volánbuszt – a többi Volán vállalatokkal együtt – 1992-ben részvénytársasággá alakították. A cég 1993-ban csatlakozott a brüsszeli székhelyű Eurolines Szervezethez, ami az európai nemzetközi autóbusz-közlekedést végző társaságok szervezete, és aminek a célja, egyeztetett menetrendek, egységes utazási feltételek és kölcsönösen elfogadott menetjegyek alkalmazásával egy „páneurópai” autóbusz-hálózat kiépítése. 1995-től  az Állami Privatizációs és Vagyonkezelő Rt. vált a tulajdonosává, 2008-tól pedig az ÁPV utódja, a Magyar Nemzeti Vagyonkezelő Zrt. a tulajdonosa.
2015. január 1-jétől a 24 Volán vállalat 7 regionális vállalatban egyesült, úgy, hogy a Volánok a Volánbusz kivételével hat regionális Közlekedési Központba olvadt be, a Volánbusz pedig a 6 központ mellett egy 7. régiós vállalatot alkot. Ezek 2019. szeptember 30-ig megőrizték önállóságukat. A 2019. október 1-je előtt Pest megyét és Budapestet lefedő „kis” Volánbusz önálló társaság maradt. A teljes integrációról szóló részvényesi határozat 2019. június 20-án született meg. A hat közlekedési központ 2019. október 1-jével olvadt be a Volánbusz Zrt.-be. 2020. július 15-étől a MÁV Magyar Államvasutak Zrt. birtokolja a cég tulajdonosi jogait, 2021. január 1-jétől pedig ismét tulajdonosává vált. 2020. augusztus 20-án Esztergomban a szűk Simor János utcai autóbusz-állomás helyett átadták a vasútállomás előtti Bem téren kialakított új autóbusz-állomást. 2023. december 10-én Mezőkövesden átadták a Mindszenthy József utca déli végén, a vasútállomás mellett kialakított új autóbusz-állomást, kiváltva ezzel a belvárosi, Rákóczi utcai autóbusz-állomást. 2024 december 31-ével megszűnt az önálló Volánbusz Zrt. A továbbiakban a MÁV-START Zrt., a Volánbusz Zrt., a MÁV-HÉV Zrt. és a MÁV Rail Tours Kft. egyetlen társaságként folytatja majd tovább tevékenységét MÁV Személyszállítási Zrt. néven.

## Tevékenység
A Volánbusz Zrt. alaptevékenysége a menetrend szerinti helyközi és távolsági autóbusz-közlekedési közszolgáltatás biztosítása országos szinten; a társaság egyes településeken helyi autóbuszos szolgáltatást is nyújt. Az új társaság autóbuszainak száma közel 6200 (2021. május). Ez európai viszonylatban is egyedülálló nagyságrend az egy országban egy társaság által működtetett járművek mennyiségét tekintve. Az országos vállalat rendkívül heterogén és idős buszparkot örökölt a közlekedési központoktól.  A 15 évnél idősebb járművek üzemeltetése csak magas ráfordítással biztosítható, a már megszűnt gyártóktól korábban beszerzett típusok működtetése pedig az alkatrész-utánpótlás szempontjából különösen problémás. A helyközi flottában a távolsági forgalomra beállított kocsiknak fehér (RAL 9016), a helyközieknek sárga (RAL 1028) a színe. A nosztalgia állomány néhány tagja pedig a klasszikus "volánsárga" (RAL 1006) fényezést viseli. 
A járművek mennyisége mellett a járatok száma (évi több mint 16 millió, ebből csaknem 12 millió helyközi és több mint 4 millió helyi), az éves összes hasznos kilométer-teljesítmény (több mint 448 millió kilométer, amelyből helyközi forgalomban 411 millió, helyi forgalomban pedig 37 millió kilométert tesznek meg a társaság járművei), a kiszolgált települések száma (a helyközi szolgáltatás Magyarország 3155 településéből 3146-ot érint, a helyi közlekedést pedig hazánk 64 településén biztosítja a Volánbusz) és a járatkínálat sokszínűsége is kiemelkedő. Így lehetséges az, hogy a társaság helyközi járatain csaknem 406 millióan, helyi járatain pedig több mint 261 millióan utaznak, azaz a Volánbusz hozzávetőlegesen évi 667 millió utas szállításáról gondoskodik. Az egységes szervezet dolgozói összlétszáma 19 228 fő (2020. február), ezzel a harmadik legnagyobb foglalkoztató az állami vállalatok között.

### Belföldi közlekedés

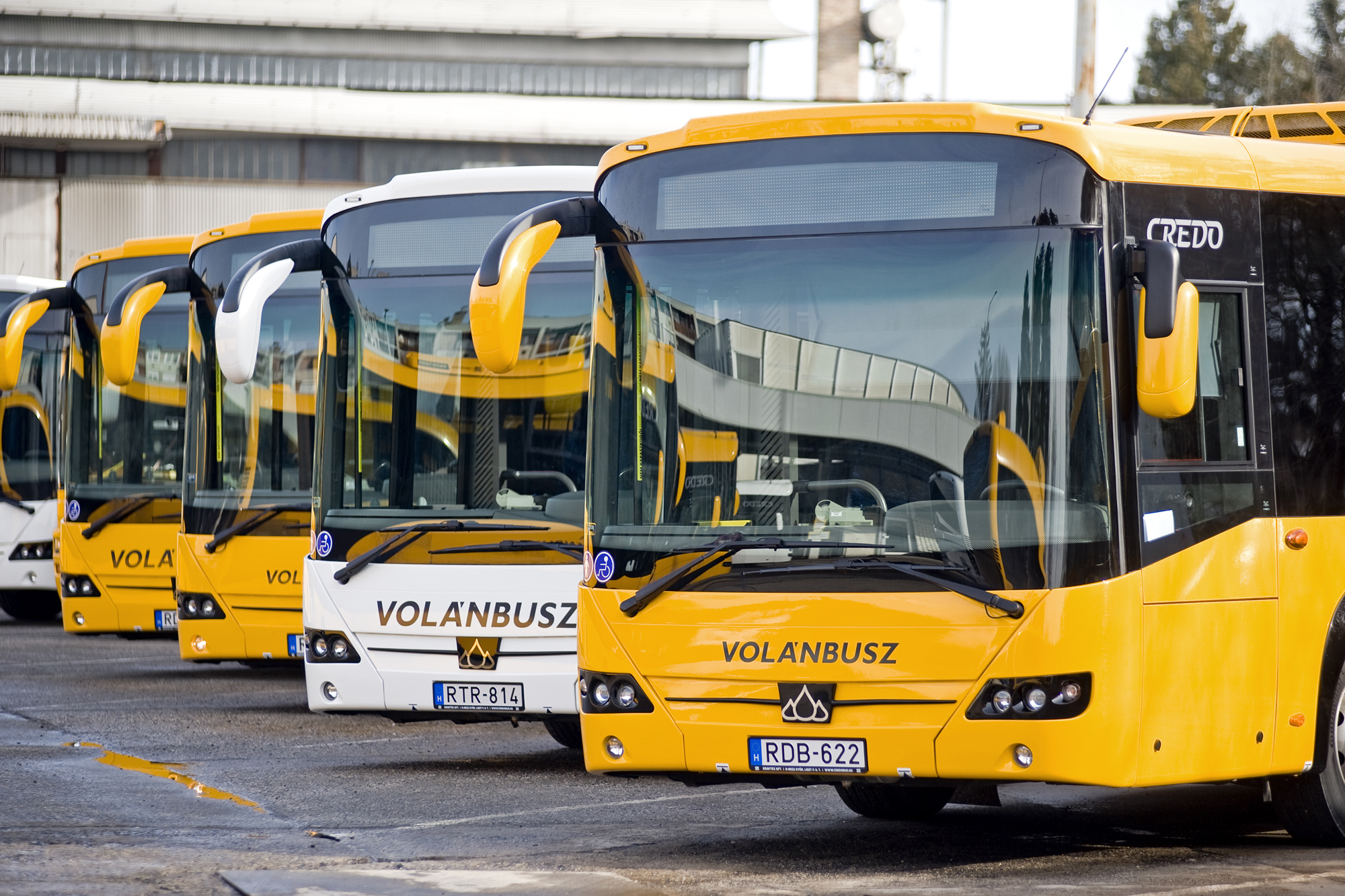
Helyközi Credo Econell 12 autóbuszok a Volánbusz gödöllői állomásán

A Volánbusz jelenleg közel 600 országos (távolsági) járatot üzemeltet nap mint nap. Ezenfelül további több mint 300 járatot közlekedtet péntekenként és vasárnaponként, figyelemmel a felsőoktatási intézményekben tanulók, illetve a heti ingázók utazási szokásaira. Az ország leghosszabb útvonalát – 441,3 km–t – bejáró távolsági járat, az 1499-es busz a Békéscsaba–Orosháza–Szentes–Kecskemét–Solt–M8–Dunaújváros–M7–Siófok–Keszthely–Hévíz–Zalaegerszeg útvonalon közlekedik.

### Pest vármegyei közlekedés
Pest vármegyében a Volánbusz napi 6500 járat üzemeltetésével 170 város és község számára biztosítja az utazási kapcsolatot részben a főváros felé, részben a körzetközpontok és egyéb települések között. Számos budapesti elővárosi vonalon - például Érd, Diósd, Fót, Dunakeszi, Zsámbék, Páty, Perbál, Vecsés, Üllő, Maglód, Ecser, Gödöllő, Veresegyház, Szentendre, Visegrád, Tahitótfalu, Esztergom és más települések felől – csúcsidőben akár 5-10, legfeljebb 20 percen belül indulnak járatok Budapestre, de a fővároson kívüli nagyvárosok vonzáskörzetében is megfelelő járatgyakorisággal szolgálják ki az utasokat.

### Korábbi BKV-járatok a Volánbusz üzemeltetésében

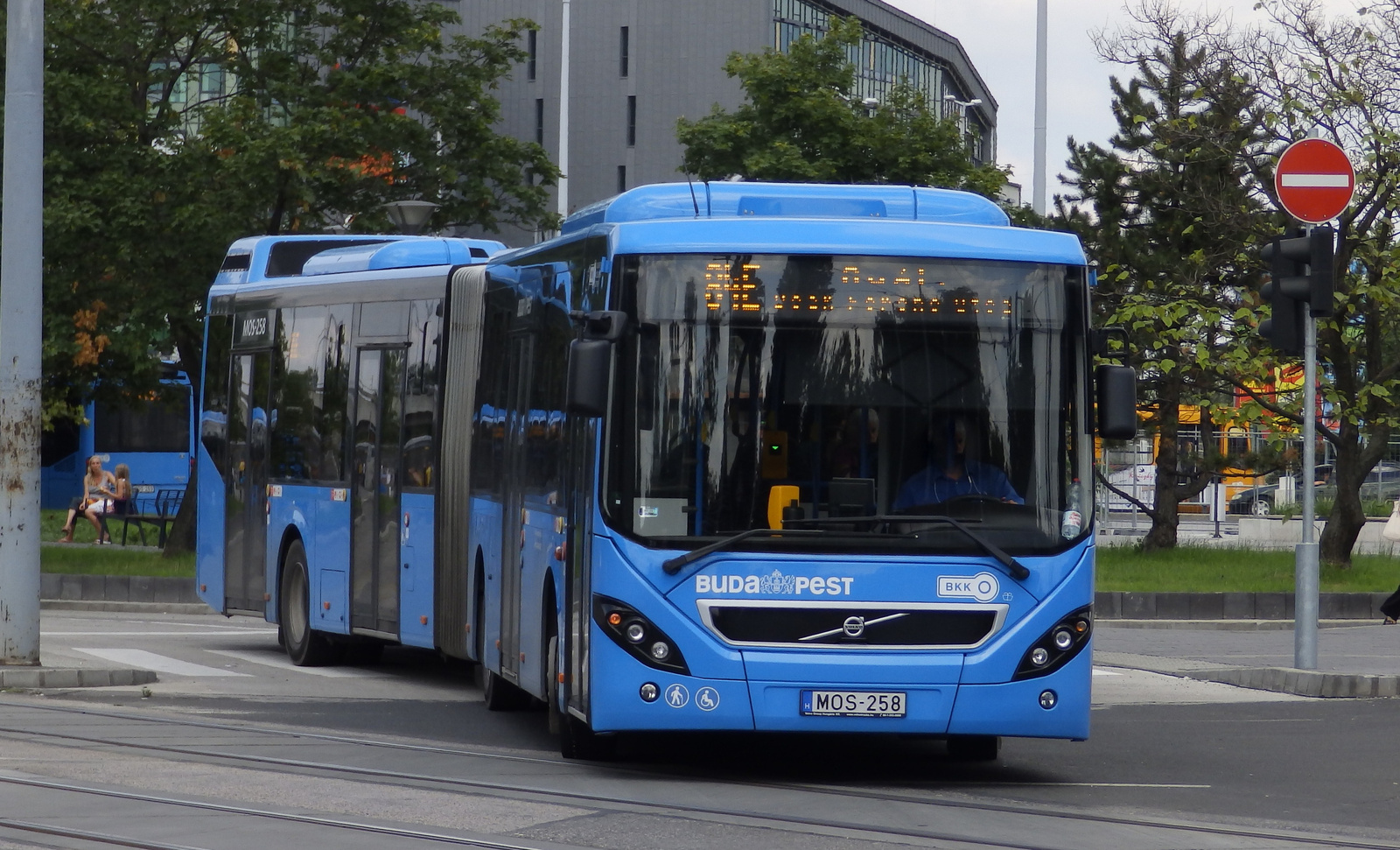
Csuklós Volvo 7900A Budapesten

2014 áprilisától, egy sikeres közbeszerzési pályázata eredményeként, 8+2 évre a Volánbusz vette át – szakaszosan – azon agglomerációs autóbuszvonalaknak az üzemeltetését, amelyeket korábban a Budapesti Közlekedési Zrt. üzemeltetett, és amelyek közös jellemzője, hogy budapesti végállomásokról indulnak, de átlépik a városhatárt, így fontos szerepet játszanak egy-egy agglomerációs település, illetve az érintett külső kerületek utasforgalmában is. Először, 2014. április 26-án a Pécelre közlekedő 169E jelzésű nappali, és a 956-os éjszakai buszjáratok kerültek át a Volánbusz üzemeltetésébe, majd 2014. május 11-től a Pilisborosjenőt, Nagykovácsit, Remeteszőlőst és Solymárt kiszolgáló buszjáratok üzemeltetését is a társaság veszi át. A sor május végén a budaörsi és budakeszi buszvonalakkal folytatódik, 2014. június végétől pedig minden ilyen agglomerációs járatot a Volánbusz üzemeltet. Közös jellemzője még ezeknek a vonalaknak, hogy az üzemeltetőváltástól függetlenül a járatszámozásuk, menetrendjük és tarifarendszerük is a Budapesti Közlekedési Központ fővárosi rendszerébe illeszkedik, s a vonalakon közlekedő – a közbeszerzési feltételeknek megfelelően új állapotú – buszok festése is égkék (RAL 5015) színű, eltérően a Volánbusz többi járműveire jellemző festésszínektől. 2016 novemberétől a járatok megrendelését a Nemzeti Fejlesztési Minisztérium végezte, jelenleg a feladatot ennek jogutódja, az Innovációs és Technológiai Minisztérium látja el, de a BKK-nak ITM-mel megosztva megmaradtak az ehhez kapcsolódó szervezési feladatai.

### Városi helyi járatok
A Volánbusz kezdetben négy városban üzemeltetett helyi járatokat: Érden, Gödöllőn, Monoron és Vácott. Az állami közúti közlekedési vállalatok összeolvasztásával a helyközi járatokhoz hasonlóan 2019. október 1-jétől azon helyi járatok üzemeltetését is átvette, ahol korábban az egyik állami vállalat volt a szolgáltató; a társaság 2019-ben 64 város helyi közösségi közlekedését biztosította.